# Four from Planet 5
Four from Planet 5 este un roman științifico-fantastic de Murray Leinster. A fost lansat în 1959 de către editura Fawcett. Romanul detaliază sosirea unei nave spațiale purtând patru copii aparent umani aparținând unei civilizații extraterestre avansate aproape de o bază științifică americană de cercetare din Antarctica și evenimentele care se desfășoară ulterior. Această poveste a apărut în ediția din septembrie 1959 a revistei Amazing Science Fiction sub titlul Long Ago Far Away.

## Prezentare
Soames este un cercetător prost plătit la stația de cercetare Gassel Bay din Antarctica. El se îndrăgostește în secret de o reporteră vizionară, Gail Haynes. Ei și  Căpitanul US W.A.C. Moggs au început să investigheze sosirea și prăbușirea a ceea ce pare a fi o navă spațială.  